# Julien Raynaud
Pour les articles homonymes, voir Raynaud.
Pas d'image ? Cliquez ici

a Compétitions nationales et continentales officielles uniquement.

Julien Raynaud, né le 28 mai 1987 à Toulouse, est un joueur de rugby à XV évoluant au poste de troisième ligne (1,89 m pour 107 kg) au SC Albi.
Cet ancien capitaine de l'équipe espoir du Stade toulousain signe son premier contrat professionnel avec le Stade toulousain, son club formateur, pour une durée de trois saisons à la fin de la saison 2008-2009.
Cependant, il est prêté à l'US Montauban en 2009-2010.
De retour au Stade Toulousain pour la saison 2010-2011, il signe la saison suivante au Sporting Club Albigeois.
Il est nommé capitaine du SC Albi en 2013.

## Carrière

### En club
- Stade toulousain
  - Championnat de France de rugby Top 14 en 2008-09 :
  - 4 matchs dont 1 titularisation pour 69 minutes.

- Montauban tarn et garonne XV
  - Championnat de France de rugby Top 14 en 2009-10 : 8 matchs dont 5 titularisations, un essai pour 360 minutes
  - Challenge européen 2009-2010: 4 matchs joués, 3 titularisation pour 158 minutes.
- Sporting Club Albigeois depuis 2011
- Championnat de France de rugby Prod2
- 2011-2012 : 19 matchs joués, 14 titulaires, 1137 minutes
- 2012-2013 : 23 matchs joués, 21 titulaires, 1584 minutes
- 2013-2014 : 25 matchs joués, 25 titulaires, 1928 minutes
- 2014-2015 : 24 matchs joués, 19 titulaires, 1509 minutes
- 2015-2016 : (en cours)

### En équipe nationale
- France Universitaire 2007 et 2009
- International -21 ans
- International -19 ans :
  - 2006 : participation au championnat du monde à Dubaï, 4 sélections (Angleterre, Australie, Argentine, Afrique du Sud).
  - 5 sélections en 2005-2006.